# Masurenhäst
Masurenhästen var en hästras från Polen som numera är utdöd. Tillsammans med Pozanhästen, även den en utdöd hästras från Polen, formade de en annan hästras, Wielkopolskin. Kallas ibland även för Mazuryhäst. 

## Historia
År 1803 började en polsk prins kallad Sanguszko köpa in hästar från Orienten till sitt stuteri i Slawuta. Hans ättling greve Pottocki startade det berömda stuteriet Antoniny under den senare delen av århundradet. Pottocki var vad man kallade en riktig hästkarl och han födde upp hästar baserade bland annat på de araber hans förfader, prins Sanguszko, hade importerat till landet. Greve Pottocki's stuteri blev känt för sina exemplar av araber och även något så ovanligt som tigrerade och skäckar med arabisk exteriör och rörelse. Dessa förnäma araber blev sedan grunden i två nya varmblodshästar, Masurenhästen och även Pozanhästen.
Masurenhästen utvecklades i området Masurien i nordöstra Polen. Den utvecklades på Liskistuteriet för att hålla en hög klass som ridhäst bland annat genom att man korsade de välkända polska araberna med den tyska varmblodshästen Trakehnaren. 
Under 1900-talet började man istället att korsa de två varmblodshästarna Pozan och Masuren med varandra för att få fram en mer universal hästras som kallades Wielkopolski. När Wielkopolskin blev en officiellt erkänd ras 1964 räknades både Masuren och Pozenhästarna som utdöda. De få exemplar som fanns kvar registrerades som Wielkopolskihästar. 

## Egenskaper
Masurenhästen var en gång i tiden väl aktad som en ridhäst med hög kvalitet. Den var ganska liten med en mankhöjd på ca 155-165 cm med en lätt byggnad. Den användes främst som ridhäst men även som remonthäst i kavalleriet.